# Mladkovská vrchovina
Mladkovská vrchovina je geomorfologický podcelek Orlických hor, nacházející se u hranic mezi Českou republikou a Polskem na rozhraní okresů Ústí nad Orlicí a Rychnov nad Kněžnou.

## Geomorfologie
Mladkovská vrchovina se skládá ze dvou podřazených celků, které od sebe odděluje tok Divoké Orlice v prostoru Zemské brány.

### Bartošovická vrchovina
Bartošovická vrchovina leží severně od Zemské brány. Tok Divoké Orlice jí na východě odděluje od Bystřických hor, severní hranice se sousedním celkem v rámci Orlických hor - Deštenskou hornatinou probíhá přibližně podél zelené turistické značky z Rokytnice v Orlických horách do Bartošovic. Pod jižním svahem hlavního hřebenu vrchoviny na ní navazuje Podorlická pahorkatina. Jejím nejvyšším pojmenovaným vrcholem je Přední kopec (679 m). Vyšším bodem je bezejmenný vrchol s nadmořskou výškou 704 metrů u jejího severozápadního okraje). Vrchovina má tvar jednoho hlavního hřebenu prostého významnějších rozsoch navazujícího na hřeben Deštenské hornatiny a pokračujícího jihovýchodním směrem.

### Pastvinská vrchovina
Pastvinská vrchovina leží jižně od Zemské brány. Na západě ji od Podorlické pahorkatiny odděluje tok Divoké Orlice, na jihu je jejím posledním vrcholem Faltusův kopec (638 m). Východní hranice s Bukovohorskou hornatinou sleduje přibližně tok Tiché Orlice. Na severovýchodě vrchovina v prostoru vsi Kamieńczyk zasahuje do Polska a navazuje na Bystřické hory a Kladskou kotlinu. Vrchovina má tvar jednoho hlavního severojižního hřebenu s výraznou východně směřující rozsochou navazující v prostoru nejvyššího vrcholu Mladkovské i Pastvinské vrchoviny - Adamu (766 m). Rozsocha bývá některými prameny zařazována již do Bystřických hor.
| Geomorfologické členění Orlických hor                                                | Geomorfologické členění Orlických hor | Geomorfologické členění Orlických hor |
| ------------------------------------------------------------------------------------ | ------------------------------------- | --- |
| ČESKÁ VYSOČINA • Krkonošsko-jesenická subprovincie • Orlická oblast                  |                                       | |
| DEŠTENSKÁ HORNATINA                                                                  | Orlický hřbet                         | Olešnický hřbet (bezejmenný, 835 m) Vrchmezský hřbet (Vrchmezí, 1084 m) Deštenský hřbet (Velká Deštná, 1116 m) Kunštátský hřbet (Tetřevec, 1044 m) Anenský hřbet (Anenský vrch, 997 m) |
| DEŠTENSKÁ HORNATINA                                                                  | Orlické rozsochy                      | Zdobnické rozsochy (Karlův vrch, 956 m) Říčské rozsochy (bezejmenný, 910 m) |
| DEŠTENSKÁ HORNATINA                                                                  | Orlickozáhorská brázda                | nečlení se (bezejmenný, 790 m) |
| MLADKOVSKÁ VRCHOVINA                                                                 | Bartošovická vrchovina                | nečlení se (bezejmenný, 704 m) |
| MLADKOVSKÁ VRCHOVINA                                                                 | Pastvinská vrchovina                  | nečlení se (Adam, 766 m) |
| BUKOVOHORSKÁ HORNATINA                                                               | Orličský hřbet                        | Suchovršský hřbet (Suchý vrch, 995 m) Bukovohorský hřbet (Buková hora, 958 m) |
| BUKOVOHORSKÁ HORNATINA                                                               | Výprachtická vrchovina                | nečlení se (Špičák, 799 m) |
| PROVINCIE • Subprovincie • Oblast / Celek / PODCELEK • Okrsek • Podokrsek • (vrchol) |                                       | |

## Významné vrcholy
Hlubší sedla se v rámci hlavního hřebenu Mladkovské vrchoviny vyskytují jen v jeho nejjižnější části. V severní části a na východní rozsoše jsou výškové rozdíly minimální.
- Adam (766 m) - nejvyšší vrchol Mladkovské i Pastvinské vrchoviny
- Studený (Orlické hory) (722 m) - Pastvinská vrchovina
- Přední hraniční vrch (721 m) - východní rozsocha Pastvinské vrchoviny
- Přední kopec (679 m) - nejvyšší pojmenovaný vrchol Bartošovické vrchoviny
- Faltusův kopec (638 m) - Pastvinská vrchovina

## Vodstvo
Východní rozsocha Pastvinské vrchoviny tvoří hlavní evropské rozvodí Severního a Baltského moře. Její severní svah odvodňují levé přítoky Kladské Nisy. Zbytek Mladkovské vrchoviny spadá do povodí Tiché a Divoké Orlice. Na Divoké Orlici se pod západními svahy vrchoviny nachází vodní nádrž Pastviny.

## Vegetace
Rozsáhlý zalesněný prostor tvoří hlavní hřeben Bartošovické vrchoviny. V prostoru Pastvinské vrchoviny se větší lesní celky nacházejí v okolí vrchů Adam a Studený. Výskyt luk a polí je zde ale častější.

## Ochrana přírody
Území Chráněné krajinné oblasti Orlické hory zahrnuje v rámci Mladkovské vrchoviny pouze prostor Zemské brány a k ní přilehlou část Bartošovické vrchoviny až k silnici Bartošovice - Kunvald.

## Komunikace
Prostorem Mladkovské vrchoviny procházejí silniční komunikace spíše příčně k hlavnímu hřebenu. Podélné veřejné komunikace se zde prakticky nevyskytují a vedou spíše po jejich obvodu. Nejdůležitější komunikací procházející přes vrchovinu je silnice II/312 ze Žamberku do Králík. Údolím Tiché Orlice prochází železniční trať Ústí nad Orlicí – Międzylesie. Zvláštním případem je pevnostní silnice spojující obec Pastviny s dělostřeleckou tvrzí Adam.

## Stavby

### Trvalé osídlení
Trvalé osídlení se ve vrcholových partiích vyskytuje pouze v jižní části Mladkovské vrchoviny. Přímo na hlavním hřebenu se nacházejí vsi České Petrovice, Vlčkovice a Studené.

### Turistické chaty
V prostoru Mladkovské vrchoviny se nacházejí dvě významnější turistické chaty. Orlická chata leží ve svahu severně od Zemské brány, Kašparova chata severovýchodně od vrcholu Adamu nedaleko silnice Mladkov - České Petrovice.

### Československé opevnění
Větší část hlavního hřebenu pokrývá množství objektů opevnění budovaného před druhou světovou válkou proti Německu. Nejdůležitějším z nich je dělostřelecká tvrz Adam nacházející se na povrchu a v útrobách nejvyššího vrcholu vrchoviny. Tvrz je veřejnosti nepřístupná.

## Turistické trasy
Prostor Mladkovské vrchoviny je protkán turistickými trasami. Po celé délce hřebenu vede červená turistická značka, kterou z větší části kopíruje Jiráskova cesta. Za zmínku ještě stojí Naučná stezka Zemská brána.

## Lyžařská centra
V prostoru Mladkovské vrchoviny se nacházejí dvě významnější lyžařská střediska. Obě jsou na svazích nejvyššího vrcholu Adamu. Na jeho severním svahu je to areál v Českých Petrovicích, na jihovýchodním svahu v Mladkově - Petrovičkách.